# Hällklobben
Hällklobben är en ö i Finland. Den ligger i Bottenhavet och i kommunen Kristinestad i den ekonomiska regionen  Sydösterbotten i landskapet Österbotten, i den västra delen av landet. Ön ligger omkring 100 kilometer söder om Vasa och omkring 300 kilometer nordväst om Helsingfors.
Öns area är 4,4 hektar och dess största längd är 0,5 kilometer i nord-sydlig riktning. I omgivningarna runt Hällklobben växer i huvudsak blandskog.